# Pontapé de bico (futebol)
Um pontapé de bico (português europeu) ou chute de bico (português brasileiro), também conhecido como bico, biquinho, bicão, bicuda, biqueiro ou biqueirada, é um método de chutar a bola no futebol, utilizado sobretudo no futsal. Ao contrário de outros remates, é realizado com a ponta da chuteira em vez do peito do pé ou dos lados.
É uma técnica desaconselhada por muitos treinadores durante a formação, mas revela-se muito eficaz, sobretudo no futsal, devido ao pouco espaço necessário para a sua realização e à força do remate. Muito comum em momentos de finalização sobre pressão e com pouco espaço.

## Notáveis praticantes
- O pontapé de bico é considerado a finalização característica do Romário.[8] O seu primeiro golo em um hat-trick pelo Barcelona contra o Real Madrid em 1994 viu-o arrastar a bola ao redor do defesa sem que ela saísse do seu pé antes de finalizar com um toque de bico no canto da rede. Outro memorável remate do Romário ocorreu no Mundial de 1994 contra a Suécia.
- Ronaldo marcou o que chamou de “um golo ao estilo Romário” pelo Brasil contra a Turquia na semifinal do Mundial de 2002, com uma finalização de bico com pouca elevação das costas enquanto corria — uma finalização que ele aprendeu enquanto jogava futsal na juventude.[9][10]
- Ronaldinho marcou com um espetacular pontapé de bico pelo Barcelona contra o Chelsea em 2005, onde ele fingiu chutar antes de rematar a bola em bico sem levantar as costas, passando pelo guarda-redes do Chelsea Petr Čech a 18 metros.[11][12]
- Oscar marcou pela Seleção Brasileira com um biqueiro na partida de abertura do Mundial de 2014 contra a Croácia, antes de homenagear o mestre da arte numa entrevista coletiva após o jogo: “Foi um golo à Romário. A maioria de nós na equipa jogou futsal, onde você usa muito o dedo do pé. Foi a única coisa que eu pude fazer naquele momento.”[10]